# Iglesia de la Exaltación de la Santa Cruz (Zaragoza)

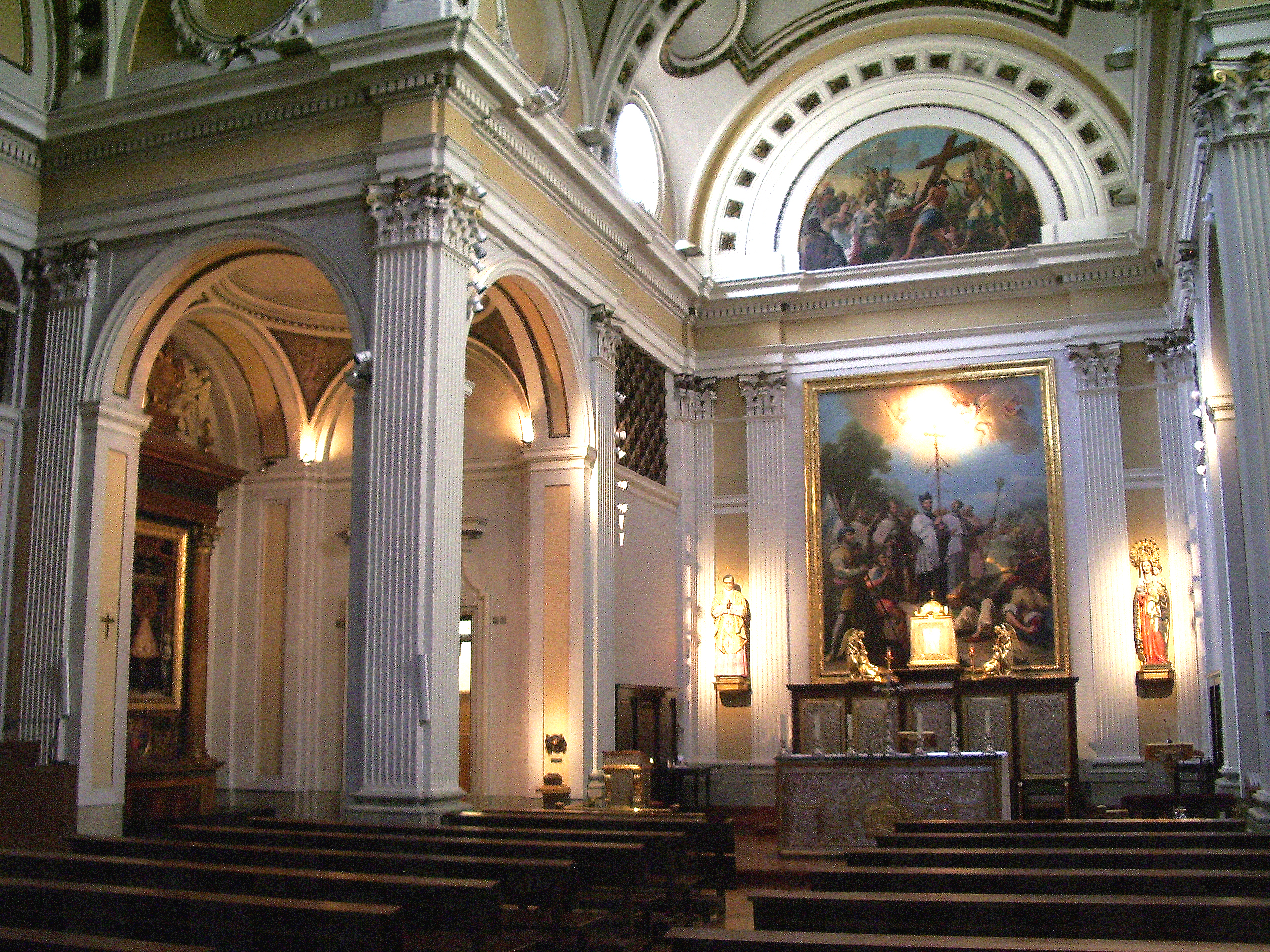
Interior de la Iglesia de la Santa Cruz. Al fondo preside el altar mayor un lienzo de Ramón Bayeu, La batalla de las Navas de Tolosa, de 1785.

La Iglesia de la Exaltación de la Santa Cruz es un monumento barroco de la ciudad española de Zaragoza. Se encuentra en la calle de Francisco Espoz y Mina.

## Historia y descripción
Construida a partir de 1768 en el centro geométrico de la ciudad romana y delante del Museo Camón Aznar, el exterior del edificio no posee características destacables.
El interior tiene forma de cruz griega inscrita en un cuadrado. La cúpula central, con pechinas pintadas por Braulio González y rematada con una linterna, es uno de los elementos más destacables. Del arte conservado en el interior hay que destacar el cuadro La batalla de las Navas de Tolosa (1785) de Ramón Bayeu y en el retablo de San Gregorio Magno un lienzo de José Luzán. A los lados se encuentran los retablos neoclásicos de San Miguel Arcángel y el Santo Cristo.
El lienzo de la batalla de las Navas de Tolosa destaca por su acertada composición. A la derecha, al fondo y en esfumado, figura el campamento islámico. El cromatismo es frío y las actitudes de las figuras, así como el cuadro en general, resulta distante, en relación con el estilo Neoclásico. La indumentaria de los personajes es acrónico, pues remite al siglo XVI.